# Szczesna
Szczesna. Powieść – poemat Cypriana Kamila Norwida z 1854 roku.
Poemat dygresyjny w pięciu pieśniach napisany sekstyną. Treścią utworu jest nieszczęśliwa miłość wrażliwego młodzieńca do bezrefleksyjnej szlachcianki, oparta na losach młodzieńczej miłości poety do Kamili L. Utwór powstał w trakcie podróżny Norwida przez Pacyfik w 1854 roku. Został wydany w Petersburgu w 1859. W zjadliwej ironii licznych dygresji krytycy upatrują wpływ poezji Słowackiego i Byrona.

## O poemacie
Nieduży, liczący trzysta wierszy, poemat w pięciu częściach, napisany jedenastozgłoskowcem, w sześciowersowych zwrotkach o rymach ababcc i abbacc. Norwid napisał ten utwór na Pacyfiku pomiędzy 24 czerwca a 5 lipca 1854 na pokładzie okrętu Pacific, którym płynął z Nowego Jorku do Liverpoolu. Po wylądowaniu w Anglii wysłał Szczesną za pośrednictwem swego przyjaciela Chattertona wraz z listem Marii Trębickiej. Trębicka była jedyną stałą korespondentką poety w czasie jego pobytu w Ameryce, a zarazem wielką miłością poety. W 1856 Norwid oświadczył się jej, ale nie został przyjęty. Zdaniem badaczy utwór opowiada o losach młodzieńczej miłości poety do Kamili L.
W lipcu 1858 przybył z Litwy do Paryża Antoni Zaleski, dawny florencki przyjaciel Norwida i zaofiarował się z pomocą przy wydaniu drukiem tomu jego poezji zebranych. Propozycja ta skłoniła Norwida do wysłania do Trębickiej listu z prośbą o wypożyczenie mu ofiarowanego jej rękopisu, którego kopii nie posiadał. Ostatecznie do wydania tomu poezji zebranych nie doszło, natomiast rok później, staraniem innego przyjaciela Norwida, Antoniego Czajkowskiego, Szczesna ukazała się drukiem w Petersburgu, w jednym tomiku z komedią Auto-da-fé, w drukarni B. M. Wolffa.

## Treść
Wstęp, czyli przed-pieśń do lutni.
Tło. Od lat pisarz stawia na chińskim stoliku przed pół-otwartymi oczami czytelniczek swych bohaterów i kochanki, za pozwoleniem Mamy i Cenzury, tak by nie urazić ich uczuć kontaktem z prawdziwym życiem. Stara się przy tym nie być ciemnym, jak ten kto donosząc komuś o śmierci matki mówi o cierpieniu zamiast o obrządkach pogrzebowych. Wszyscy są wtedy zadowoleni i tylko serce czasem zapłacze samotnie. Ojczyzną tej opowieści jest może Grecja przed powstaniem o niepodległość, kraj, w którym nikt nie wyjrzał za bliskie morze, kochano gród, obwód, powiat, wreszcie okolicę, wieś swoją, we wsi dworek, żonę i dzieci wreszcie worek z pieniędzmi. Niektórym było w tym kraju za ciasno -  przedstawicielom zbędnego pokolenia.
Szczesna. Pojawia się główna bohaterka imieniem Felicja (czyli szczęśliwa) szlachcianka i ziemianka, która w życiowych wyborach szła zawsze za podszeptem mody, konflikty z sumieniem odpędzała mszą wotywną, a trudności intelektualne przy pomocy bibliotekarza Niemca. Piękna zaś była jak cherub. Jeśli czytelnik nie wie jak piękny jest cherub, to tak piękny jak ona.
Spotkanie. Spotkał ją Szczęsny, ale nie mógł pokochać, bo miłość jego była tylko echem jej szczęścia. Skoro nie musiał walczyć o swą lubą, świat mu się zmienił w światek. Kłamał jak każdy starający się o rękę, lecz nic nie wynikało ze starań, nawet rozmowa. W mieście brak dramatyzmu można od biedy załagodzić idąc do teatru, lecz na wsi, zdał sobie sprawę bohater, szczęśliwym trzeba być lub niczem. Za czym udał się w podróż.
Listy. Z podróży pisał do ukochanej listy. W Berlinie na kursie filozofii dowiedział się, że aby osiągnąć syntezę szczęścia trzeba połączyć przeciwieństwa, jedno więc z nich musi być nieszczęśliwe. W Paryżu pod kolumną Vendôme odlaną z dział zdobytych pod Austerlitz, pod wrażeniem dzieła bohatera wieku, zwątpił w filozofię i kazał słudze spalić skrypty z logiki. W Rzymie na miejscu śmierci Pawła Apostoła modlił się o prostotę wiedzy. Gdzie indziej płacząc z chrześcijaństwem uczuł prawo na ziemi. Oglądał zrujnowane Paestum i jego wykoślawionych mieszkańców żebrzących o datek. I smutniał tak, że czuł się szczęśliwym. Okradzionego w górach poratował sługa, który zaszył kilka dukatów na czarną godzinę w szkaplerzu. Z Europy wyruszył w podróż ku Nowemu Światu, który dopiero zostanie obmyty krwią. Tymczasem rozsądna Szczesna wyszła za mąż za innego. I życie wiedzie odtąd nie bez dramatów, ale to już temat na inną powieść.

## Recepcja
W roku wydania Szczesnej Lucjan Siemieński zaatakował Norwida, że wbrew zapowiedziom, że żegna się ze swoją lutnią, na koniec zapowiada, że napisze nową jeszcze lepszą powieść, a recenzent Biblioteki Warszawskiej stwierdził, że autor próbuje, przeciwstawiając się zarzutom o niezrozumiałość, pisać jasno i szczególnie w części ostatniej dobrze mu to wychodzi. W dwadzieścia lat później Waleria Marrené-Morzkowska wskazała na inspiracje poezją Słowackiego i przyznała, że w niektórych ustępach Norwid osiągnął poziom swego mistrza. Zenon Przesmycki (1932) zwracał uwagę na to, że od samej treści w poemacie znacznie większe znaczenie mają nawiasy i dygresje klątewne. Mieczysława Buczkówna (1967) określiła Szczesną jako zjadliwą relację nieudanej przygody serca, w której świat Szczesnej jest tylko światkiem, a Szczesnego - światem romantycznego bohatera. Oba zaś zostały przedstawione z bajroniczną ironią.